# Jatropha maheshwarii
Jatropha maheshwarii är en törelväxtart som beskrevs av Chirayathumadom Venkatachalier Subramanian och Nayar. Jatropha maheshwarii ingår i släktet Jatropha och familjen törelväxter. Inga underarter finns listade i Catalogue of Life.